# 飯塚市警察

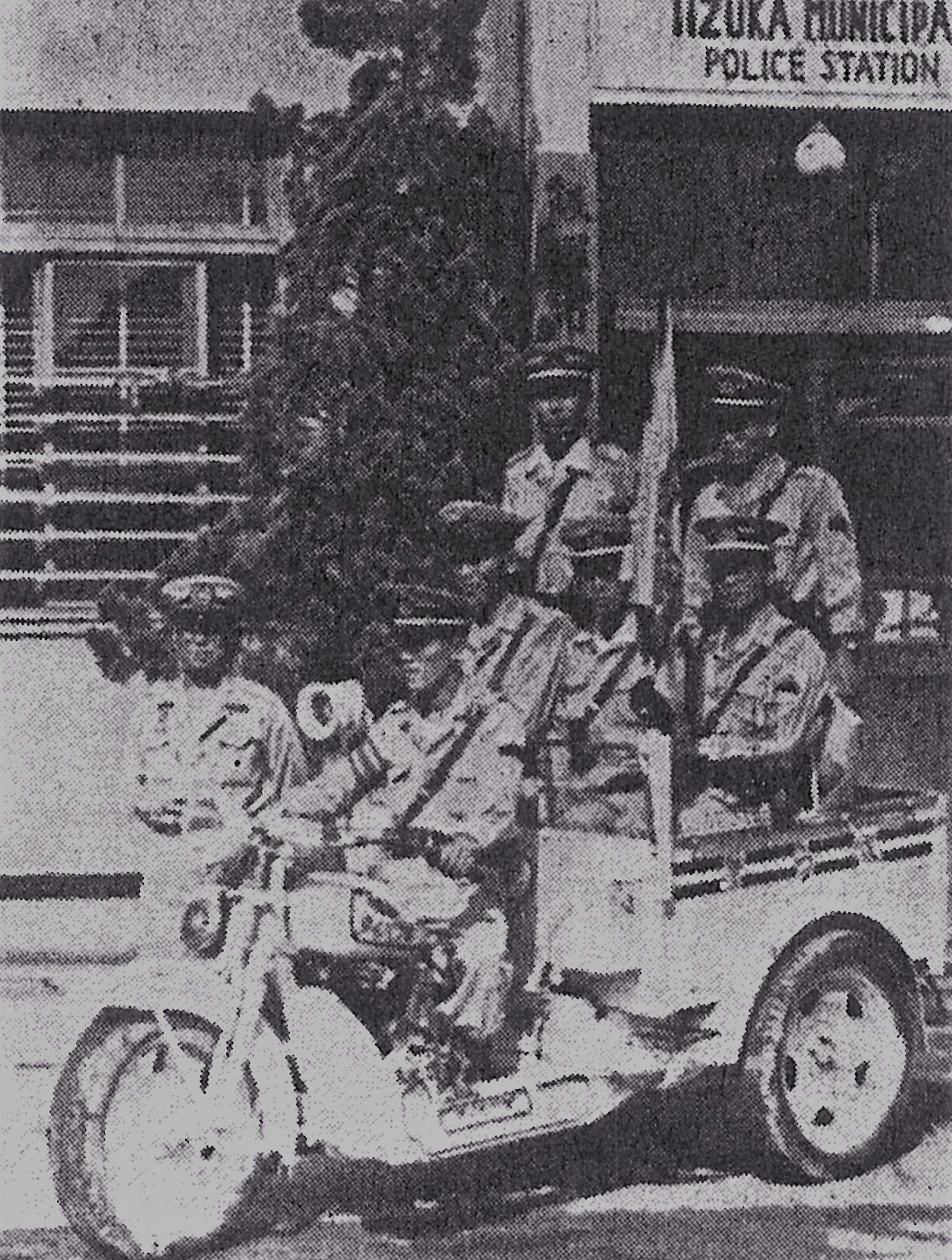
飯塚市警察署と同署に配備されたオート三輪（1955年）。警察署の外壁には、「Iizuka Municipal Police Station（直訳すると「飯塚市営警察署」）」とある。

飯塚市警察（いいづかしけいさつ）は、かつて存在した福岡県飯塚市の自治体警察。

## 概要
従来の福岡県警察部が解体され、1948年（昭和23年）3月7日に飯塚市警察署が設置された。
1954年（昭和29年）に新警察法が公布された。これにより国家地方警察と自治体警察が廃止され、新たに都道府県警察として福岡県警察が発足。飯塚市警察も福岡県警察に統合され、姿を消した。